# El infierno
El infierno és una pel·lícula mexicana escrita, produïda i dirigida per Luis Estrada, protagonitzada per Damián Alcázar, Joaquín Cosio, Ernesto Gómez Cruz, María Rojo, Elizabeth Cervantes i Daniel Giménez Cacho. La cinta tracta de manera satírica la problemàtica del narcotràfic i el crim organitzat a Mèxic. Es va estrenar poc abans de les celebracions del Bicentenari de la Independència de Mèxic, el 3 de setembre del 2010. La família Reyes és una paròdia de la Sagrada Família: el pare es diu José, la mare es diu María i el fill es diu Jesús. L'escena en la qual Benny i el Cochiloco li compren armes a un traficant nord-americà és una referència a com aconsegueixen armes els grups delictius, comprant-les a la frontera amb els Estats Units. A la tomba de Benny es pot apreciar que va morir el 27 de setembre, el mateix dia en què es va consumar la Guerra d'Independència de Mèxic, un dels principals temes que es toquen a la pel·lícula.

## Argument
Benjamin "Benny" García (Damián Alcázar) és deportat dels Estats Units al seu poble natal al nord de Mèxic. De tornada a casa, es troba amb un panorama desolador, no pot trobar un treball ben remunerat i la major part de la ciutat es manté amb el negoci del tràfic de drogues, incloses les seves velles amistats. Benny s'involucra en el negoci dels estupefaents, un espectacular "treball" en el qual es veu envoltat de grans quantitats de diners, dones i diversió. Però Benny aviat descobreix que la violenta vida criminal no és fàcil, i molt menys divertida.

## Producció
La pel·lícula es va rodar entre el novembre i el 19 de desembre del 2009, principalment a San Luis Potosí i Ciutat de Mèxic.

## Repartiment
- Damián Alcázar: Benny García
- Joaquín Cosío: El Cochiloco
- Ernesto Gómez Cruz: Don José Reyes / Don Francisco Reyes
- María Rojo: Doña Mary Reyes
- Elizabeth Cervantes: La Lupe
- Daniel Giménez Cacho: Capità Ramírez
- Jorge Zárate: El Huasteco
- Mario Almada: El Texano
- Salvador Sánchez: Don Rogaciano, el padrí
- Angelina Peláez: Mamá García
- Kristian Ferrer: Benjamín García, el Diablito
- Dagoberto Gama: El sergent
- Mauricio Isaac: El J.R.
- Alejandro Calva: El cap de policia
- Emilio Guerrero: El president municipal Félix
- Silverio Palacios: Cucaracha / Pánfilo
- Isela Vega: Doña Rosaura
- Tony Dalton… El traficant d'armes nord-americà

## Premis i nominacions

### Premis
- 2011. Festival de L'Havana com a Millor pel·lícula

### Nominacions
- 2010. Goya a la millor pel·lícula estrangera de parla hispana